# 胶东军区
胶东军区是抗日战争时期胶东半岛八路军组建的军区。

## 历史
1937年12月中共胶东特委发动天福山抗日武装起义，成立山东人民抗日救国军第三军。文登、荣成、牟平、威海、蓬莱、即墨、莱阳、招远等地起义组建的抗日武装陆续编入第三军。1938年9月18日山东人民抗日救国军第三军和掖县的胶东抗日游击第三支队合编组成八路军山东人民游击第五支队。1938年12月改称八路军山东纵队第五支队。司令员高锦纯，政治委员宋澄，副司令员吴克华，参谋长赵锡纯，政治部主任宋竹庭，全支队辖三个旅。第五支队进行了一系列的战斗：蓬黄掖保卫战（1939年2月）、黄县石板丁家与潘家集伏击战（1939年3月5日）、奇袭招远城（1939年3月7日）、掖县围攻战（1939年3月）、盛家与拉各庄歼灭战（1939年4月）等。1939年4月至6月，遵照八路军总部和山东纵队的指示，利用战斗间隙，第5支队进行了第一期整训，撤销了旅的番号，将63、62、64团临时合编为一个团，称15团，上述3个团依次称1、2、3营。一期整训期间战斗频繁：叶县乌盆吕家遭遇战（1939年5月）、掖县土山战斗（1939年5月11日）、收复栖霞城（1939年5月）、招远玲珑金矿袭击战（1939年5月24日）、莱阳城战斗（1939年5月26日到30日）等。
1939年9月胶东部队第三期整训，组建八路军山东第三军区、山东第三区党委，军区司令员王彬，区党委书记王文兼政委。1940年9月，山东纵队第五支队改称山东纵队第五旅，吴克华任旅长，高锦纯任政委兼政治部主任，赵一萍任参谋长，下辖13、14、15团，并指挥抗大1分校3支校（胶东支校）：
- 13团，团长李绍桥，政委苏晓风 政治处主任沈阳 ，副团长卢福三。1940年12月21日清晨，日伪军200余人乘大雾偷袭掖县上庄，团长李绍桥在战斗中牺牲，政委苏晓风身负重伤被捕遇害，13团伤亡百余人。后由政治处主任沈阳代行政委职责，副团长卢福三代行团长职责。
- 14团，副团长于得水，政委雨晴；
- 15团，团长梁海波，政委李丙令；
- 抗大胶东支校：校长刘汉，政委廖海光，副校长贾若瑜（不久任校长）。

同时，山东第三军区所辖部队奉命改编为新的第五支队，王彬任新五支队司令员，区党委书记王文任政委，李发任参谋长，仲曦东任政治部主任。下辖1、2、3团和3个分区的地方武装：
- 1团即原第3军区特务1团，组建于1940年2月，前身为胶东区党委保卫大队（前军事部警卫2营）以及 平、招、掖地方武装。团长周光，政委张寰旭。该团1营为27军237团2营前身。
- 2团即原第3军区特务2团，组建于1940年8月，由东海二次起义的1、5、8营依次编为1、2、3营。团长孙端夫兼，政委蔡雍泉。3营为27军242团1营前身。
- 3团副团长张怀忠。

1940年5月，胶东军区第五支队辖3个团合编为第16、第17团。
1941年年2月27日，山纵第3旅旅长许世友率领清河独立团到达胶东，3月14日成立胶东反投降作战指挥部，许世友任指挥，林浩任政委，吴克华任副指挥，开始了历时5个月的反投降作战：奇袭牙山、攻占观水（3月16日至18日）、崖子、郭城战斗（3月21日至26日）、榆山攻防战和吉格庄战斗（3月27日至5月4日）、赤山战斗（5月23日）、发城围歼战（5月30日至7月28日）等，打垮赵保原、蔡晋康等十多个顽固派，俘敌8千余人，打散万余，开创了新的根据地，部队兵员扩大，战斗力明显提高。赤山战斗15团团长梁海波牺牲，伤亡和消耗很大，已无力攻击莱阳万第赵保原余部。战后许世友升任山纵参谋长，率清河独立团离开胶东西返归建。
1942年7月1日，中央军委、八路军总部、八路军山东军政委员会发布命令，八路军山东纵队改为山东军区，山东纵队第五支队改为胶东军区，许世友任司令员（1942年12月到职），胶东区党委书记林浩兼政委。副司令员王彬，参谋处长贾若瑜，政治部主任彭嘉庆。山东纵队原辖的5个旅中仅保留胶东第五旅，隶属于山东军区建制，由胶东军区指挥，旅长吴克华，政委高锦纯，政治部主任欧阳文。下辖：
- 第一军分区兼东海独立团。司令员刘涌，政委仲曦东
- 第二军分区兼北海独立团。司令员孙端夫，政委王夷藜、刘浩天、刘仲华
- 第三军分区兼西海独立团。司令员陈华堂，政委吕明仁
- 第四军分区兼南海独立团。司令员卜才（肖镜海），政委刘仲华
- 第十三团：原山纵第五旅第十三团，团长巫金锋/聂凤智，政治委员李丙令，参谋长裴宗澄
- 第十四团：原山纵第五旅第十四团，团长严似海、杜永海，政治委员回东(李华)。副团长官俊亭
- 第十六团：原胶东军区第十六团，团长巫金锋、江燮元，政治委员廖海光。
- 教导第二团：抗大第一分校胶东支校对外的番号。团长蔡正国、裴宗澄，政治委员刘浩天、严政。
- 警备团：政治委员王云九，参谋长徐延安。
- 特务团：1944年9月成立，团长巫金锋，政治委员丁超。1945年9月军区特务营率领第2、第3、第4连编为一个营赴东北。1945年12月与鲁中、滨海各一个营合编为东北人民自治军第七纵队第20旅。1946年8月改编为东野一纵第三师第8团。
- 海军支队：1944年11月，由威海刘公岛、荣成龙须岛反正之汪伪海军编成，支队长郑道济，政治委员欧阳文（兼）。1945年9月补入牟平独立营和胶东军区特务营第一连，改称“田松支队”，编为2个大队。1945年11月扩编为2个团。1946年3月改称牡丹江军区第二支队，辖第1、第2团。

1942年冬，日伪军集中2万余兵力对胶东实行“拉网扫荡”。11月23日，日军5千余人在马石山地区收网，牟平、海阳、栖霞等县群众和一批军政人员2千余人被围困。13团7连2排6班10位战士在班长王殿元的指挥下，乘夜带领乡亲突围，当夜数次往返，冲破火网，救出群众1千余人，最后全班陷入重围。拼杀到第二天上午，班长王殿元在弹药用尽，全班只剩3人的情况下，拉响最后一颗手榴弹，与冲上来的日军同归于尽。胶东区誉之为“马石山10勇士”。与此同时，马石山北麓16团3连1排20余人、马石山东麓东海独立团2连1排10余人；马石山南坡胶东公安局警卫排18人，也为救援群众牺牲。日伪军经40多天的8次拉网扫荡、5次合围，未达到消灭八路军目的，反而遭到打击，被拖得精疲力尽，付出2千余人的代价，于1942年12月28日撤回原防地。八路军胶东军区卫生部政委夏云超，16团政委张寰旭、参谋长陈子英以下500余人牺牲。战侯，胶东八路军乘机发起反击：三都河、蔡庄反顽战斗（1943年1月9日至18日）、南城子歼灭战（1943年1月5日）、春季反“扫荡”（1943年1月27日至3月17日）。
1943年3月，八路军一一五师并入山东军区，第五旅旅部撤销并入胶东军区，司令员仍为许世友，政治委员林浩，副司令员吴克华。军区辖第13、第14、第16团与四个军分区。
1943年5月22日至24日，13团为保卫麦收，拔除了蛇窝泊伪军据点，炸毁了高13米、墙厚1米、号称“鲁东第一大碉堡”，全歼伪栖霞警备队120余人。反抢粮作战（1943年5月至6月）、烟青路反封锁斗争（1943年7月至12月）、坚持南海分区斗争，开辟崂山区（1943年5月至9月）。
1944年2月18日，13团长途奔袭，突然发起攻击莱阳城西南的河源西沟战斗，全歼赵保原部4团和保安6团12个连，共1600余人，赵部3团5个连增援部队也被14团击溃。此战的胜利扭转了南海分区腹背受敌的局面，胶东八路军获得了首次攻坚战的胜利经验。1944年3月至5月，胶东八路军发起春季反蚕食、反封锁攻势作战。7月1日胶东军区在海阳县栾家村召开首届战斗英雄代表大会。8月至9月胶东发起秋季攻势作战，又称夏秋攻势，共投入7个团兵力，13、14、16团及4个军分区的独立团，历时一个月，攻克或迫退敌人据点138处，毙伤日伪军4451人，扩大解放区5千余平方公里，使4个军分区根据地连成一片。1944年12月至1945年1月间，胶东八路军进行了整训和练兵。1945年2月11日发起讨伐赵保原战役，连续作战8天，毙伤2千余人，俘7370人，连同打散或投诚的顽军，共歼灭8个团1.2万余人。
1945年5月1日成立中海军分区。辖牙前、海阳、莱东、五龙、即东5县。司令员聂凤智,政治委员刘仲华兼政治部主任兼地委书记。辖独立团，团长官峻亭，政治委员姜子宽(代)。1945年9月2日撤销。
1945年5月取得海阳、莱阳边区反扫荡的胜利，6月至8月又取得平度以西讨顽战斗的胜利。
1945年8月，胶东军区编组野战部队，整编为山东军区第五师、第六师、山东警备第四旅、警备第五旅、胶东军区海军支队、五个军分区（下辖9个团）。
- 军区司令员许世友
- 军区政委林浩
- 副司令员袁仲贤（兼参谋长）
- 副司令员吴克华（1943年3月-1945年10月）
- 政治部主任彭嘉庆
- 政治部副主任欧阳文
- 司令部参谋处长黄经琛
- 第五师：由第13团、第16团、东海军分区独立第一团组建。师长吴克华兼、政委彭嘉庆兼，参谋长萧镜海，政治部主任刘浩天
  - 13团，原胶东军区13团，团长夏侯苏民，政委孙同盛（235团前身）；
  - 14团，原胶东军区16团，团长江燮元，代政委田野。渡海前，其1营与18团2营对调，留在胶东发展为79师237团2营。3营、2营、18团2营改番号为1、2、3营，到东北后改编为东满人民自治军第3纵队第4旅第10团、东野4纵12旅34团（“塔山英雄团”）
  - 15团，原东海独立一团，副团长李洪茂，政治处主任郝亮（这是渡海后组建的4纵10旅29团前身，“鞍山团”，后为41军121师362团）。
- 第六师：由第14团、西海军分区独立第一、独立二团组建。代理师长聂凤智、政委李丙令，副师长兼参谋长蔡正国，政治部主任李冠元
  - 16团，原胶东军区14团，团长杜光华，政委王伟元（渡海后沿革为4纵10旅28团“海城团”“守备英雄团”，30团“大石桥团”，41军121师361、363团）
  - 17团，原西海独立1团，团长萧平，政委常青（渡海后沿革为4纵11旅31、33团的前身，后为41军122师364、366团。31团1948年2月辽阳攻坚战后被授予“英勇善战模范团”）；
  - 18团，1945年9月2日中海军分区撤销，中海独立团（辖2个营，无团部）改为西海独立二团，团长秦云，计划编为六师18团渡海北上。9月底，在北海分区重建六师新18团，辖蓬莱独立营（茹夫一）、招远独立营分别改编为第一、第三营，团长王子衡，政委李佩之，代参谋长茹夫一，渡海北上，与王奎先带的北海独立（一）团二营（原该团老一营）合编为东满临时指挥部直属第三支队第一团（也即北海独立一团），老一营、蓬莱独立营、招远独立营分别改称第一、第二、第三营。老18团2营与5师14团1营对调后渡海北上。老18团1营与14团（老16团）1营合编为警备五旅十团，分别称第一、第二营，团长官俊亭，代政委姜子宽，沿革为新五师十五团、九纵25师75团、27军79师237团。
- 警四旅：辖第7、第8团。旅长刘涌，政委仲曦东，参谋长张怀忠，政治部主任张少虹，初辖两个团。1946年6月该旅改编为第山东军区六师，即华野九纵二十六师、第二十七军八0师的前身。
  - 7团（238团前身），由原东海独立2团改编，1营由老东海独立团2营4、6连扩编而成，2营由文西、牟平独立营各一部编成，3营由文登、荣成独立营各一部编成。副团长王旭，副政委常勇。
  - 8团（239团前身），由原东海独立4团改编，1营由文西、牟平独立营各一部编成，2营乳山独立营改编，3营由海阳独立营改编。团长政委暂缺，参谋长赵洪济，政治处主任郝亮。
  - 9团：1945年11月27日新成立的东海独立5团改归警4旅建制，为9团（243团前身），1营由原东海军分区特务营改编，2、3营依次为烟台独立大队和威海独立营改编。副团长罗映臣，副政委孙超。
- 警五旅：辖第9、第10团。1945年9月18日组建山东军区警备第5旅，旅长贾若瑜，政委廖海光，辖两个团：
  - 9团（241团前身），由原南海独立团改编，其前身系1943年3月整编前的5旅15团。副团长盖仲民（宋鸿书、宋凯），副政委陶庸。
  - 10团由西海独立2团改编（10月与6师18团对调，该团赴东北，原6师18团被暂编为警5旅10团）。这个团到东北后被拆散分编了，2营编入4纵12旅34团，1营编入5纵13师37团，3营编入5纵14师40团。
- 东海军分区：司令员刘涌，政委仲曦东，副司令员于得水，参谋长张怀忠，政治部主任张少虹。
  - 独立第一团，副团长李洪茂，政治处主任郝亮
  - 独立第二团，副团长王旭，副政治委员常前尧。留在胶东
  - 独立第三团：1945年8月成立“威海卫警备团”，1营由荣成独立营改编。2营是文登独立营。3营是威海独立营。不久改为东海独立三团。团长刘剑秋，政委兼政治处主任张富华，参谋长江海。渡海前顶替留在山东的五师十三团，1945年10月该团改称五师新十三团在庄河登陆，编为东北人民自卫军辽南纵队二支队、三纵五旅十三团与十五团。
  - 独立第四团：留在胶东
- 北海军分区，司令员孙间夫，政委刘仲华，副政治委员李冠元、张英勃，参谋长刘云鹏，政治部主任李冠元（兼）。1945年8月北海分区独立团(孙端夫、刘仲华兼首长)1、2营调换番号,另以黄县独立营编为3营。
  - 独立第一团：1945年9月中旬，北海军分区参谋长王奎先率北海独立团2营（原该团1营）护送吴克华渡海赴东北后，改称北海军分区独立第一团，辖第一营。招北独立营（仍在胶东）拟编为3营（后未渡海）。团长王奎先，政治处主任王大伟。1945年10月，蓬莱独立营（已编为胶东6师18团1营）1、2连、黄县独立营（已编为北海独立2团3营）2连于辽东组成北海独立1团2营。11月，北海独立1团与胶东6师18团3营合编组成东满临时指挥部独立3支队（王奎先、吕其恩部），1营扩编为7团；11月鲁南军区东北干部团3营于沈阳编入独立3支队。随后7团奉命北赴哈尔滨，下旬改称哈南分区7团。11月，北海独立1团2营留安东大东沟拟组建独立3支队8团，未成，与东满临时指挥部独立2支队（刘剑秋部）一部合编东满临指3纵5旅16团。
    - 团部带第一营于1945年11月与鲁中赴东北干部大队第3营、安东地方部队合编组建东北人民自治军第二纵队第3支队，为第7团。1945年12月第7团调赴哈尔滨，为哈南军分区第7团。1947年4月升级编为东北民主联军独立第4师第11团，1948年3月升级为东北野战军十二纵第35师第103团。
    - 第三营（原招远独立营）1945年11月编为通化支队第一团、1946年2月10日改称杨靖宇支队，1946年8月编为辽宁军区独立第二师，1948年3月编为东野五纵第14师第40团。

  - 独立第二团：1945年9月下旬，北海独立团第1、第3营与西栖独立营三个连组成北海独立2团（或新团）准备赴东北，政委刘耀宗、副团长鞠文义，西栖独立营连队编为2营（后未渡海）。政治委员李道之，副团长鞠文义。1945年10月，北海独立2团（二个营）赴东北，北海分区决定1营（原北海独立团老2营）留下，另以招北独立营2连、黄县独立营3连、蓬莱独立营3连合编该团新1营随团渡海。北海独立2团与庄河地方营合编组成东满临时指挥部独立1支队（叶声、鞠文义部），11月改编为东满临指3纵4旅15团。
- 西海军分区，司令员陈华堂，政委吕明仁，副政治委员常青、李华，政治部主任常青（兼）、邓龙翔，参谋处长毕永之。
  - 独立第一团，团长周光，副政治委员倪绍九。编为六师17团
  - 独立第二团，副团长秦云，副政治委员赵强。1945年9月初，中海分区撤销，部队调归西海分区；西海分区以原中海分区独立团（无团部，由中海军分区直辖2个营）第1、第2营与西海分区招远独立营组成西海独立2团，团长王子衡、政委李佩之，招远独立营编为3营。9月中旬，西海独立2团奉命改编为6师新18团，准备渡海赴东北。9月末，18团内部调整，1营留西海分区，2营与5师14团1营调换建制赴东北；留在西海分区的新18团1营与5师14团1营编为胶东警备5旅10团，团长官俊亭、代政委姜子宽，后为新五师15团；王、李率团部及第3营（招远独立营）去北海分区组建新团；北海分区蓬莱独立营（茹夫一部）调入18团编为新1营。抵达辽东后称6师新18团，茹夫一任代参谋长。
    - 团部及第一营（蓬莱独立营）扩编为东北人民自治军东满临时指挥部直属3支队第二团，1946年1月改称安东军区第1团，1946年5月改称辽南军区兼辽南独立师第1团，1948年3月改编为东野五纵第13师第37团。
    - 第三营（欠一个排）原为招远独立营。1945年11月茹夫一带该营去通化，与鲁南军区赴东北干部大队、冀热辽第16军分区第58团合编为通化支队第一团。1946年8月为辽宁军区直属第4团。1948年3月改编为东野五纵第14师第40团。三营一个排发展为桓仁县大队，1948年3月为东野五纵第15师第44团。
- 南海军分区，司令员贾若瑜，政委廖海光，副司令员卜才（肖镜海），参谋长夏侯苏民、杨介人，政治部主任李铁民。
  - 独立第一团，团长盖仲民，副政治委员陶荣
  - 独立第二团。

日本宣布投降之后，由参加对日全面反攻，收复威海、烟台（1945年8月16日至24日）、攻克即墨城（8月26日）、收复平度城（9月7日至10日）。
1945年日本投降后，8月22日中央电示山东分局：

“(苏联)红军占领满洲，红军在满洲的政策尚未完全明了、我为迅速争取控制满洲起见，你们应即抽谓大批干部在红军占领旅顺、大连之后，穿便衣到满洲去，进行建立地方党、地方政权、发动与组织群众、出版报纸等工作。如果红军能允许山东八路军部队进入满洲（先去交涉），肃清散敌与汉奸，则应从山东抽调部队用东北义勇军名义进入满洲。到满洲工作的干部和部队，均应在红军所能允许的范围内进行工作。” 

山东分局指令胶东区党委派人带小股部队渡海到辽东先遣侦察。中共七大代表，胶东区委原常委吕其恩与柳运光受中央派遣赴东北开展工作，二人从延安返回胶东准备渡海进入东北。8月26日胶东区党委派出区委组织部长吕志恒（即吕其恩）、柳运光（胶东区常委、原统战部长，参加完中共七大刚刚回到胶东）、区委联络部长邹大鹏、胶东行署公安局长兼区党委城工部长于克携带电台，率领东海军分区独立团两个排约80人的武装，组成“挺进东北先遣支队”，吕其恩任司令，邹大鹏任政委，于克任副司令，柳运光任政治部主任，共110余人。9月1日，先遣支队派吕赛率领一个排渡海，结果吕赛被大连苏军扣押。9月5日晨乘2艘机帆船渡海，6日晚抵达庄河县王家岛灯塔山，8日20时乘汽轮抵达庄河县搭拉腰子上岸，以“东北军第五十一军挺进东北先遣支队”名义于9日拂晓进驻庄河县城-->。吕其恩进入大连与苏军联络，9月10日电报胶东区委“苏军只控制大城市，对八路军在乡村的活动不干涉，八路军可以在城市里以非武装组织的形式活动”并转报中央。9月11日中央致电八路军山东军区：“据胶东区党委派人在大连侦察，我党我军目前在东北极好发展。为利用目前国民党及其军队尚未到达东北以前的时机，迅速发展我之力量，争取我在东北巩固地位，决定从山东抽调4个师12个团共2.5万至3万人，分散从海路进入东北，并派山东军区政治部主任萧华前去统一指挥。”“一律不事声张，不再八路军名义，而用东北义勇军及东北其他地方军队名义，首先进驻乡村、小城市及红军尚未占领之中等城市和交通线，发动群众壮大力量，建立地方政权，改编伪军，组织地方武装，协助红军建立民主秩序。对红军亦不用八路军及党的名义进行正式交涉（非正式交涉是可以的），而用地方军及群众面目与红军交涉。此外，另派城市工作干部到东北红军占领的各大城市及交通要道，组织群众团体，改善人民生活，出版报纸，发动民主运动。上述任务，望以极大注意去进行”。
1945年9月28日，中央电告山东分局“必须在二十天至一月内渡过二、三万部队和干部，否则决不能完成你们的战略任务”“必须用全力迅速组织渡海”。1945年10月初，吴克华、彭嘉庆率领第五师（欠第13团，后沿革为华野九纵第25师第73团）、第六师（欠第18团，由西海独立二团顶替）、东海独立第3团、北海独立第1、第2团、海军支队、北海军分区与东海军分区的9个连，共10个团1万余人随罗荣桓渡海赴辽东。1945年11月，第五师、第六师分别扩编为东北人民自治军辽东军区第二纵队、第三纵队。1946年1月，第二、第三纵第合编为东北民主联军第三纵队。
1945年10月后，胶东军区辖警备第4、第5旅与4个军分区，共66473人，占山东军区总兵力的三分之一。胶东军区第二次组建主力部队，原五师机关一部、第13团、中海军分区独立团合编组建第五师（第2次组建），警备第4旅改编为第六师（第2次组建）。1946年9月，由南海军分区独立团、北海军分区独立团、第六师第9团组建警备第3旅，旅长孙端夫，政委刘中华，辖第十六、第十七、第十八团。1947年2月28日，第五师、第六师、警三旅组建华东野战军第九纵队，司令员许世友兼，政委林浩兼，1947年8月司令员聂凤智，10月政委刘浩天。1947年3月，胶东军区实力101 570人。
1947年初，华中军区与新四军暨山东军区合并组建华东军区，胶东军区隶属于华东军区建制。
1947年2月，东海独立第二团升级改编为华野二纵第6师第16团。1947年5月，西海独立第三团、东海独立第二团升级改编为华野一纵第1师第3团、第2师第5团。1947年7月，西海警备第三团升级改编为华野一纵第3师第9团。第一纵队二旅政治委员彭栋才调任东海军分区司令员。
1947年3、4月，胶东军区第三次升级组建主力部队：军区特务团、滨北军分区独立第1团、东海军分区独立第2团组建第五师（第3次组建），西海独立第1团、北海独立第2团、民主救国军独立总队（1946年8月10日驻南泉火车站的交通警察第15总队第一大队400余人，在大队长王一藩率领下举行起义改编）组建第六师（第3次组建）。1947年8月，以北海新独立第2团、滨北军分区独立第2团、东海新独立第2团组建第七师。1947年8月底，第五师、第六师、第七师组建华野十三纵，司令员周志坚，政委廖海光。此后，胶东军区仍有1个教导团、1个炮兵团、各军分区所属13个独立团，总兵力127 848人。
林浩曾任代司令员，1948年初谭希林任胶东军区司令员。
1948年3月第四次组建第五师、第六师。1949年2月29日胶东军区前指机关组建中国人民解放军第32军军部，第六师、第五师改编为第94、第95师；第32军隶属于山东军区。南海军分区组建一个团（3个营来源：莱东警卫营、莱西警卫营、五龙警卫营与莱西南警卫营合编），编为中国人民解放军第22军第64师第191团。
1949年初淮海战役结束后华东军区机关南下，重建山东军区，胶东军区隶属于山东军区建制。
1949年3月胶东军区司令员贾若瑜、政委赖可可，辖东海军分区、西海军分区、南海军分区、北海军分区、滨北军分区和青岛警备旅、海防警备旅。胶东军区有66 159人。1949年4月，青岛、海防警备旅改为华东军区警备第四、第五旅。
1949年4月，担任青岛警备任务的南海独立第1团、即西独立团、即东独立团组建华东军区警备第4旅；1950年10月23日改编为第100师。1949年4月，胶东军区独立团、烟台警备团、东海独立第2团编成海防警备旅，后改称华东军区警备第5旅，1950年10月改编为第101师兼烟台警备司令部。1950年3月，西海军分区机关改编为华东军区警备第六旅旅部，1950年7月撤编。